# Катериновка (Софиевский район)
Катериновка (укр. Катеринівка) — село,
Николаевский сельский совет,
Софиевский район,
Днепропетровская область,
Украина.
Код КОАТУУ — 1225284405. Население по переписи 2001 года составляло 24 человека .

## Географическое положение
Село Катериновка находится на расстоянии в 0,5 км от сёл Менжинка, Тарасовка и Вильне Життя.
По селу протекает пересыхающий ручей с запрудой.